# باشگاه فوتبال بیجینگ گوان
باشگاه فوتبال بیجینگ نن گوان (به چینی: 北京国安) یک باشگاه فوتبال در شهر بیجینگ و در کشور چین می‌باشد که در سوپر لیگ فوتبال چین بازی می‌کند.
این باشگاه در سال ۱۹۹۲ میلادی تأسیس شده است.
بیجینگ گوان سابقهٔ یک قهرمانی در سوپر لیگ چین ، پنج قهرمانی و سه نایب قهرمانی در جام حذفی چین و دو قهرمانی در سوپر جام چین را دارد. تیمی باشگاهی از چین که نام خارجی آن بیجینگ است.

## باشگاه‌های خواهرخوانده
- گولدکوست یونایتد
- رئال مادرید
- آژاکس آمستردام

## بازیکنان برجسته
- فردریک کانوته
- رناتو آگوستو